# Bruxellisation

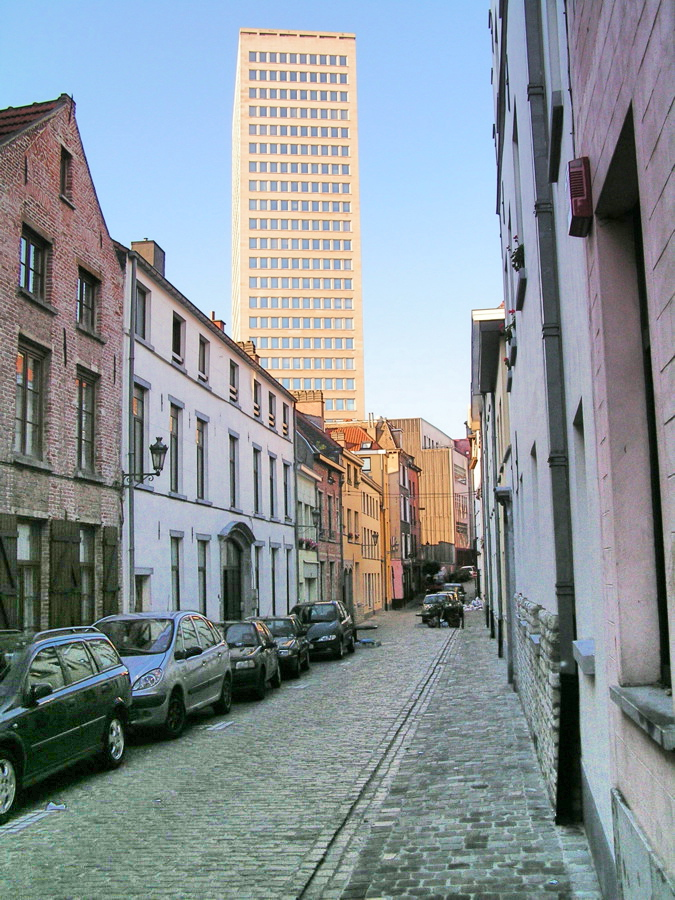
La tour Sablon se dresse à l'emplacement de la première Maison du Peuple au monde conçue par Victor Horta en 1896.

Bruxellisation (en néerlandais : verbrusseling) est un terme utilisé par les urbanistes pour désigner les bouleversements urbanistiques d'une ville livrée aux promoteurs au détriment du cadre de vie de ses habitants, sous couvert d'une « modernisation » nécessaire. Ce phénomène doit son nom à la ville de Bruxelles où il fut particulièrement sensible dans les années 1960 et 1970, alors que la ville était livrée aux rêves de cité du futur de promoteurs incontrôlés.

## Historique

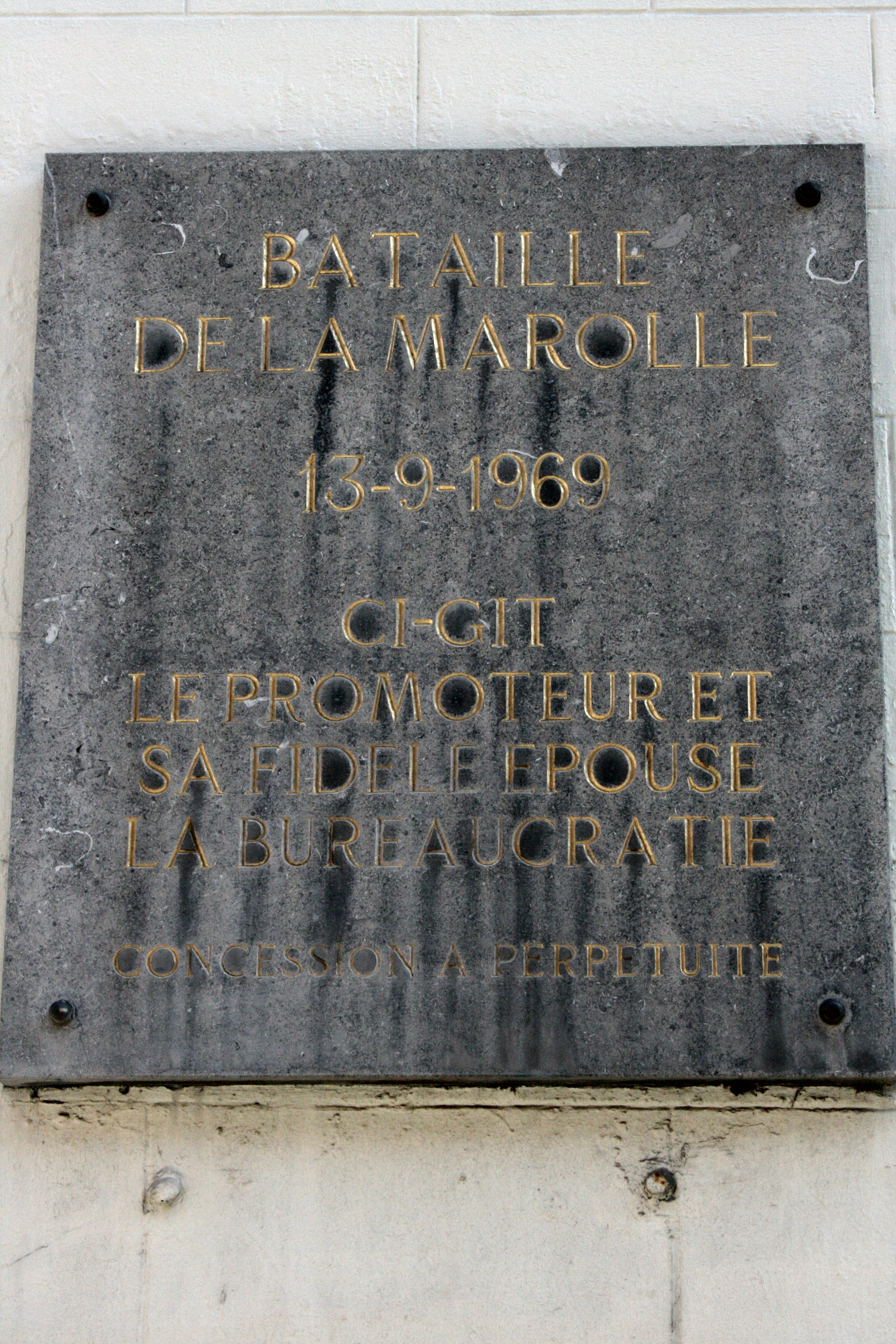
Plaque commémorant la « Bataille de la Marolle ».

### Origines du terme
On peut sans grande difficulté dater la naissance du phénomène à Bruxelles de l'Exposition universelle de 1958. Afin de préparer la ville, des boulevards furent percés, des tunnels creusés. On construisit des parkings, comme dans la rue de la Vierge Noire, où les Halles centrales de 1874 furent rasées pour céder la place au Parking 58.
Dans les années qui suivirent, un projet gigantesque fut mis en place pour transformer le quartier Nord, un quartier populaire de Bruxelles proche de la gare du Nord, en une sorte de ville du futur. Les boulevards centraux furent également touchés par la construction du Centre administratif de la Ville de Bruxelles (1967-1971) et de la tour Philips (1967-1969), qui ne respectent pas le gabarit ancien.
Devant la résistance de la population locale, des îlots entiers d'immeubles d'habitation étaient acquis et laissés à l'abandon jusqu'à ce que les derniers habitants fuient et que le permis de construire soit octroyé de guerre lasse. La méthode du pourrissement fut ensuite généralisée à l'ensemble de la ville, où le nombre de mètres carrés de bureaux a quintuplé en une vingtaine d'années : il est passé de 615 000 m2 en 1949 à 3 300 000 m2 au début des années 1970.
En réaction au phénomène, l'ASBL Quartier des Arts, l'Atelier de recherche et d'action urbaines (ARAU), les Archives d'architecture moderne et le Sint-Lukasarchief voient le jour et organisent la lutte en faveur d'une ville plus conviviale. Dans la foulée, plus d'une centaine de comités d'habitants sont créés entre 1970 et 1975.
Au tournant des années 1960 et 1970, des batailles urbanistiques célèbres concrétisèrent cette idée. La construction entre 1968 et 1971 par l'architecte Walter Bresseleers sur l'avenue Louise de la tour ITT provoqua une levée de boucliers : haute de 102 mètres, elle ferait face aux jardins de l'abbaye de la Cambre et en boucherait la perspective. L'échevin Paul Vanden Boeynants, qui soutenait le projet, affirma qu'elle serait « transparente ». Malgré l'appui de l'Atelier de Recherche et d'Action urbaines, l'opposition à sa construction fut un échec. La « Bataille de la Marolle », par contre, fut une première victoire pour les opposants aux grands projets immobiliers et à l'urbanisme bureaucratique. En juin 1969, les habitants des Marolles, menacés d'expropriation par un projet d'extension du Palais de Justice, se mobilisent. La très forte médiatisation de cette opposition porta ses fruits. Le Comité Général d'action des Marolles sous la coordination de la figure emblématique de l'abbé Jacques Van der Biest obtint au mois d'août de la même année l'abandon du projet par le ministre de la justice. Pour fêter leur victoire, les habitants organisèrent une fête de l'« enterrement du Promoteur, de son épouse Bureaucratie et leur enfant Expropriation ».

### Actualités
Le 17 novembre 2021, une carte blanche signée par les associations la Table Ronde de l'Architecture, la Communauté Historia et Archeologia.be est publiée dans le journal belge Le Soir.
Celle-ci s'intitule « Contre une nouvelle bruxellisation, pour une architecture belle, populaire et durable ». L'objectif principal de celle-ci est d'argumenter contre certains des propos tenus par différents experts en architecture et en urbanisme qui prônent pour une utilisation des différentes réserves foncières de la Région de Bruxelles-Capitale. Ces propos ont été publiés dans une autre carte blanche parue quelques jours avant, le 11 novembre 2021 et qui s'intitule « Bruxelles: faire la ville autrement »,.
La volonté de ces trois associations est d'éviter et de stopper une nouvelle bruxellisation qui serait en cours, selon elles, dans différents projets immobiliers non durables, accentuant l'étalement urbain et qui sont « affligeants de banalité et dépourvus d’emplois ».
Afin de contrer ce phénomène et de permettre l'évolution du bâti bruxellois, une « architecture épanouie » doit être visée. A l'inverse des volontés du mouvement fonctionnaliste, les styles pré-modernistes permettraient de mettre en avant une architecture plus variée et recherchée, une « belle architecture ». Le respect du bâti ancien et du passé doit également être un critère à intégrer.
Outre ces aspects esthétiques, la durabilité des bâtiments doit être garantie par une longévité du bâti suffisante et en utilisant des matériaux naturels et locaux comme le bois, la pierre ou la brique. La consultation et l'avis de la population doivent également pouvoir être mobilisés et pris en compte.

## Analyse
(mars 2016).
- Si vous ne connaissez pas le sujet, laissez ce bandeau (vous pouvez alors contacter les auteurs).
- Si vous supprimez le contenu mis en cause (vous pouvez préalablement contacter les auteurs),

argumentez précisément cette suppression dans la page de discussion
(un manque de référence n'est pas un argument ; une recherche réelle de référence doit avoir été effectuée, être formellement documentée).

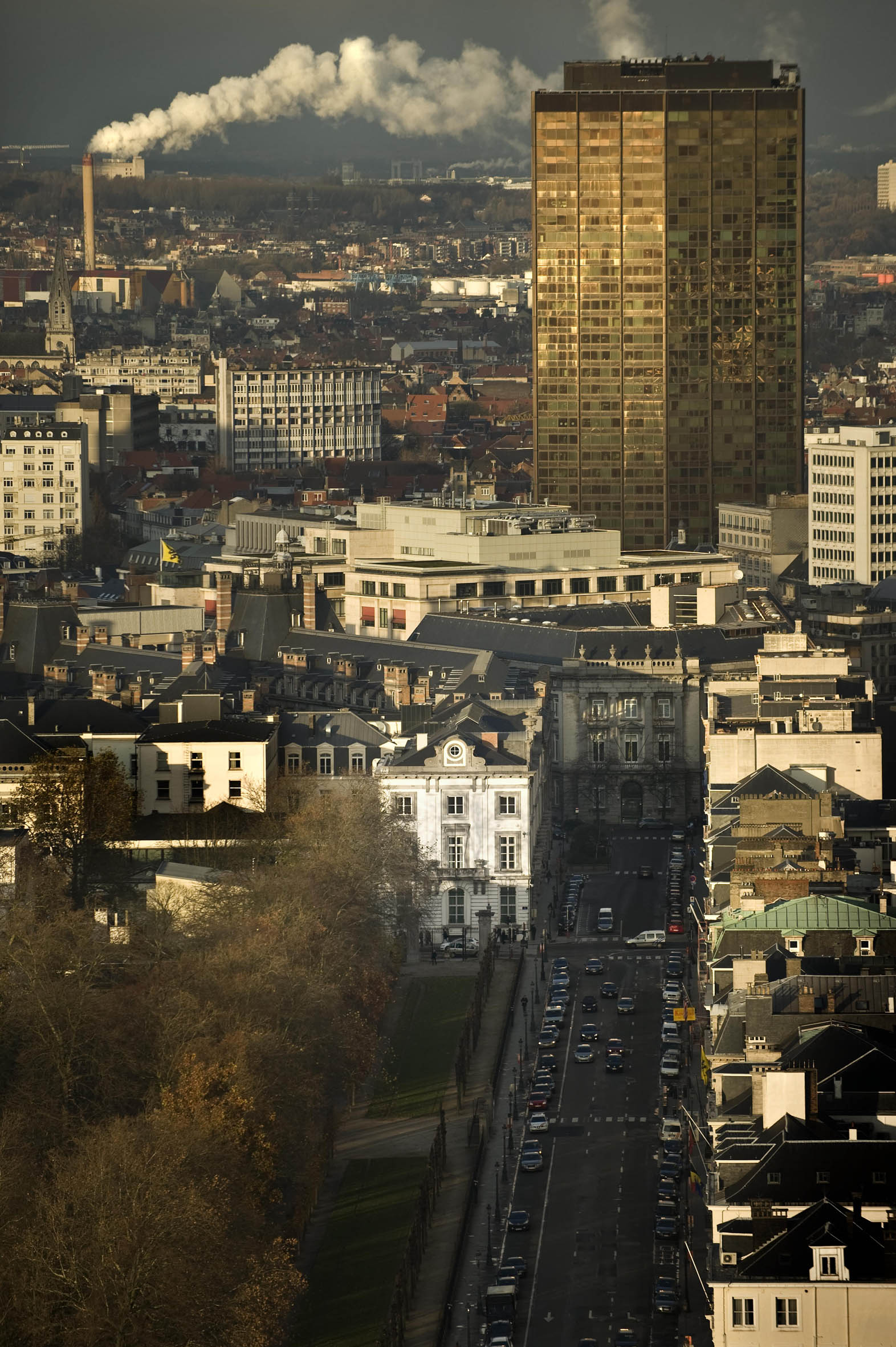
Un autre point de vue classique de la ville.

D'autres villes avaient été la proie des spéculateurs par le passé. Le Paris d'Haussmann, par exemple, a permis de juteux investissements aux dépens du petit peuple, refoulé vers la Zone et la banlieue. Mais le Paris d'Haussmann se parait d'un alibi esthétique, les nouvelles avenues ne manquaient pas d'allure, et les immeubles permettaient de préserver une mixité sociale (répartie selon les étages, du bel étage aux chambres de bonne) et une mixité de fonctions (habitat, commerce, artisanat).
À Bruxelles, le voûtement de la Senne au XIXe siècle et le percement des boulevards centraux avaient déjà transformé le tissu urbain dans le même esprit inspiré des transformations urbaines de Paris et d'autres capitales européennes. Puis, ce fut la jonction des gares du Nord et du Midi dans les années 1920-1950 qui creusa un sillon au profit de grands bâtiments administratifs privés et publics excluant presque entièrement l'habitat, mais restés d'une taille modérée (sauf la gigantesque cité administrative d'ailleurs partiellement destinée, depuis, à retourner à l'habitat). 
Aussi, c'est le fait que les Bruxellois avaient été habitués à des transformations incessantes aux XIXe et XXe siècles qui rendit les choses plus faciles aux promoteurs de la seconde moitié du XXe siècle qui installèrent, dans certaines zones, comme le quartier de la gare du nord, un urbanisme d'exclusion dépassant tout ce que l'on avait connu jusque-là. Composé d'implantations administratives constituées par des blocs et des tours aux lignes épurées jusqu'à une volonté d'abstraction stylistique exprimée dans les façades de verre et d'acier, ce nouveau quartier d'où tout habitat est exclu par volonté expresse des pouvoirs publics alliés aux promoteurs, est une réplique de quartiers similaires de l'étranger, comme le quartier d'affaires de la Défense près de Paris, tous installés loin du centre historique de leurs agglomérations. 
Alors que, au contraire, le quartier Nord de Bruxelles, avec ses tours de plus de cent mètres dans un environnement dépourvu de vie (à part celle de la circulation automobile), a été installé par expropriation en pleine ville, au voisinage immédiat de la partie historique de la ville restée à dimensions humaines (la place Rogier, la place de Brouckère, la Bourse, la Grand-Place et le vieux centre surnommé "l'Îlot Sacré"), c'est-à-dire la ville traditionnelle qui n'a jamais cessé d'être peuplée et vivante. C'est ce qui fait l'attraction du quartier Nord par un paradoxe qui n'est qu'apparent puisque les employés des administrations publiques et des sociétés privées peuvent, en plus ou moins dix minutes, quitter le monde froid de leur univers futuriste pour gagner les quartiers anciens où ils trouvent la chaleur humaine du monde traditionnel des commerces, restaurants et lieux culturels dont le quartier Nord est totalement privé. 
Il faut ajouter l'avantage de l'accessibilité par la présence de la  gare du Nord, située en plein quartier et agrandie en "Centre de Communications Nord", par où les bureaucrates peuvent arriver par chemin de fer, métro, tramways et bus venant de tout Bruxelles autant que de province, ce qui facilite le recrutement par les entreprises d'un personnel varié sans nécessité de résidence à Bruxelles (et Lille n'est qu'à 35 minutes par le TGV). On ne constate donc pas, dans les entreprises de ce quartier, une pression sociale pour le quitter.

## Bâtiments notables détruits

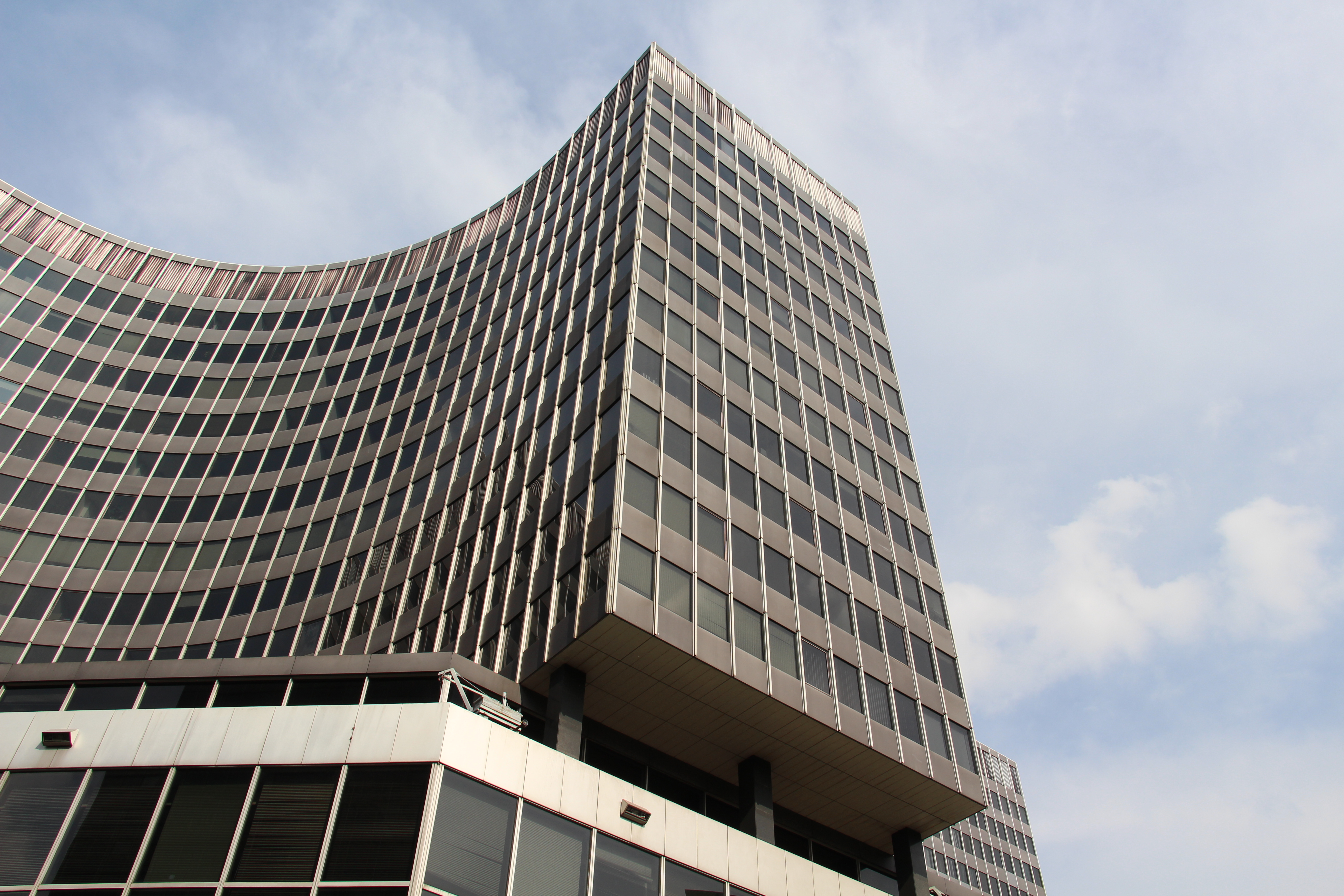
L'ancien hôtel des Postes et Télégraphes de Bruxelles fut démoli pour construire le Centre Monnaie (image).

Voici une liste non exhaustive de bâtiments notables détruits à Bruxelles lors de la bruxellisation :
- L'ancien hôtel des Postes et Télégraphes de Bruxelles pour construire le Centre Monnaie.
- La Maison du Peuple de Victor Horta pour construire la tour Sablon.